# Теория Черна — Саймонса
Теория Черна — Саймонса — это трёхмерная топологическая квантовая теория поля типа Шварца, предложенная Эдвардом Виттеном. Названа в честь геометров Чжень Синшэня (Черна) и Джеймса Саймонса. Теория получила такое название, потому что её действие пропорционально форме Черна — Саймонса.
В физике конденсированного состояния теория Черна — Саймонса описывает топологический порядок в состояниях дробного квантового эффекта Холла. С точки зрения математики теория Черна — Саймонса интересна тем, что позволяет вычислять инварианты узлов, такие как полином Джонса.
Теория Черна — Саймонса определяется выбором простой группы Ли G, называемой калибровочной группой теории, и числом k, которое входит как множитель в действие и называется уровнем теории. Действие теории зависит от выбора калибровки, но производящая функция квантовой теории поля однозначно определена при целочисленном значении уровня.

## Классическая теория
Теория Черна — Саймонса может быть задана на произвольном топологическом 3-многообразии M с границей или без. Так как эта теория типа Шварца, нет необходимости во введении метрики на M.
Теория Черна — Саймонса — это калибровочная теория, то есть классические полевые конфигурации в теории на M с калибровочной группой G описываются главным G-расслоением над M. Форму связности главного G-расслоения над M обозначим через {\displaystyle A:M\to g}, она принимает значения в алгебре Ли g. В общем случае связность A определяется на отдельных картах, значения A на разных картах связаны калибровочными преобразованиями. Калибровочные преобразования характеризуются тем, что ковариантная производная {\displaystyle D=d+A} преобразуется в присоединённом представлении G.
Тогда действие записывается в виде:
{\displaystyle S={\frac {k}{4\pi }}\int _{M}\mathrm {tr} (A\wedge dA+{\frac {2}{3}}A\wedge A\wedge A)}
Введём кривизну связности
{\displaystyle F=DA=dA+A\wedge A\in \Omega ^{2}(M,g)}
Тогда уравнение движения примет вид
{\displaystyle {\frac {\delta S}{\delta A}}=0={\frac {k}{2\pi }}F}
Решениями являются плоские связности, которые определяются голономиями вокруг нестягиваемых циклов на M. Плоские связности находятся в однозначном соответствии с классами эквивалентности гомоморфизмов из фундаментальной группы M в калибровочную группу G.
Хотя действие и зависит от калибровки, производящий функционал в квантовой теории хорошо определён при целом k.
Если у M есть граница {\displaystyle N=\partial M}, то есть дополнительные данные, которые описывают выбор тривиализации главного G-расслоения на N. Такой выбор задаёт отображение из N в G. Динамика этого отображения описывается WZW-моделью на N с уровнем k.
Рассмотрим калибровочное преобразование действия Черна — Саймонса.
При калибровочном преобразовании g форма связности A преобразуется как
{\displaystyle A_{\mu }\to g^{*}A=g^{-1}A_{\mu }g+g^{-1}\partial _{\mu }g}
Для действия Черна — Саймонса имеем
{\displaystyle S(g^{*}A)=S(A)+{\frac {k}{4\pi }}\int _{\partial M}\mathrm {Tr} (A\wedge dg\;g^{-1})-2\pi k\int _{M}g^{*}\sigma }
Здесь
{\displaystyle \sigma ={\frac {1}{24\pi ^{2}}}\mathrm {Tr} (\mu \wedge \mu \wedge \mu )}
где {\displaystyle \mu =X^{-1}dX,X\in G} — форма Маурера — Картана.
Получаем добавку в действие, определённую на границе. Она выглядит как член Весса — Зумино. Из требования калибровочной инвариантности квантовых корреляторов получаем квантование k, так как функциональный интеграл должен быть однозначно определён.

## Квантование
При каноническом квантовании теории Черна — Саймонса состояние определяется на каждой двумерной поверхности {\displaystyle \Sigma \subset M}. Как в любой квантовой теории поля, состояния соответствуют лучам в гильбертовом пространстве. Так как мы имеем дело с топологической теорией поля типа Шварца, то у нас нет предопределенного выделенного времени, поэтому {\displaystyle \Sigma } — произвольная поверхность Коши.
Коразмерность {\displaystyle \Sigma } равна 1, поэтому можно разрезать {\displaystyle M} вдоль {\displaystyle \Sigma } и получить многообразие с границей, на котором классическая динамика описывается моделью Весса — Зумино — Новикова — Виттена. Виттен показал, что это соответствие сохраняется и в квантовой механике. То есть гильбертово пространство состояний всегда конечномерно и может быть отождествлено с пространством конформных блоков {\displaystyle G}-WZW-модели с уровнем {\displaystyle k}. Конформные блоки — это локально голоморфные и антиголоморфные множители, произведения которых складываются в корреляционные функции двумерной конформной теории поля.
Например, если {\displaystyle \Sigma =S^{2}}, то гильбертово пространство одномерно и существует только одно состояние. При {\displaystyle \Sigma =T^{2}} состояния соответствуют интегрируемым представлениям уровня {\displaystyle k} аффинного расширения алгебры Ли {\displaystyle g}. Рассмотрение поверхностей более высокого рода не требуется для решения теории Черна — Саймонса.

### Наблюдаемые
Наблюдаемые в теории Черна — Саймонса — это {\displaystyle n}-точечные функции калибровочно-инвариантных операторов, чаще всего рассматривают петли Вильсона. Петля Вильсона — это голономия вокруг кольца в {\displaystyle M}, вычисленная в некотором представлении {\displaystyle R} группы {\displaystyle G}. Так как мы будем рассматривать произведения петель Вильсона, то мы можем считать представления неприводимыми.
{\displaystyle \langle W_{R}(K)\rangle ={\text{Tr}}_{R}\,P\,\exp {i\oint _{K}A}}
Здесь {\displaystyle A}- 1-форма связности, мы берем главное значение интеграла по Коши, {\displaystyle P\exp } — экспонента, упорядоченная вдоль пути.
Рассмотрим зацепление {\displaystyle L} в {\displaystyle M}, которое представляет собой набор из {\displaystyle l} несвязных циклов. Особенно интересна {\displaystyle l}-точечная корреляционная функция, представляющая собой произведение петель Вильсона в фундаментальном представлении {\displaystyle G} вокруг этих циклов. Эту корреляционную функцию можно нормировать, разделив её на 0-точечную функцию (статсумму {\displaystyle Z}).
Если {\displaystyle M} — сфера, то такие нормированные функции пропорциональны известным полиномам (инвариантам) узлов. Например, при {\displaystyle G=U(N)} теория Черна — Саймонса с уровнем {\displaystyle k} дает
{\displaystyle {\frac {\sin(\pi /(k+N))}{\sin(\pi N/(k+N))}}\times \;{\mbox{HOMFLY polynomial}}}
При {\displaystyle N=2} полином HOMFLY переходит в полином Джонса. В случае {\displaystyle SO(N)} получается полином Кауффмана.